# Poskrzypka cebulowa
Poskrzypka cebulowa, poskrzypka leśna (Lilioceris merdigera) – gatunek chrząszcza z rodziny stonkowatych i podrodziny poskrzypek. Zamieszkuje palearktyczną Eurazję od Europy Zachodniej po Wyspy Japońskie i Tajwan. Zarówno larwy, jak i osobniki dorosłe są fitofagami żerującymi na liliowatych.

## Taksonomia
Gatunek ten opisany został po raz pierwszy w 1758 roku przez Karola Linneusza na łamach dziesiątego wydania Systema Naturae pod nazwą Chrysomela merdigera. W rodzaju Lilioceris umieszczony został w 1913 roku przez Edmunda Reittera i stanowi jego gatunek typowy.

## Morfologia
Chrząszcz o ciele długości od 6 do 7,5 mm. Głowa jest czerwona lub czarna z czerwonymi guzkami czołowymi, które to są dłuższe i wyższe niż u poskrzypki liliowej. Tył głowy jest przewężony bruzdą zarówno po bokach, jak i od grzbietowej strony. Dwa guzki na ciemieniu obwiedzione są wyraźną linią. Czułki bywają czarne, czarne z czerwoną podstawą lub czerwone z dwoma początkowymi członami poczerniałymi od spodu. Przedplecze jest całe czerwone lub w tylnej połowie czarne, zaopatrzone w pojedyncze, niezmodyfikowane szeregi punktów. Tarczka ma czarne ubarwienie. Pokrywy są czerwone, o delikatnych punktowanych rzędach i znacznie od nich szerszych, płaskich międzyrzędach (płaski jest także przed częścią opadającą międzyrząd siódmy). Punkty w części nasadowej pokryw oddalone są na odległości równe od trzech do czterech i średnic, szczególnie odlegle rozstawione w rzędzie piątym tuż za guzem barkowym. Spód ciała zwykle jest czerwony z czarnymi niektórymi sternitami odwłoka. Odnóża są czerwone z czarnymi wierzchołkami ud, podstawami goleni i stopami, rzadziej całe czerwone czy też rozleglej zaczernione. Golenie są smuklejsze niż u L. schneideri. Genitalia samca mają edeagus większy oraz na szczycie smuklejszy i bardziej zaostrzony niż u L. schneideri.

## Biologia i ekologia

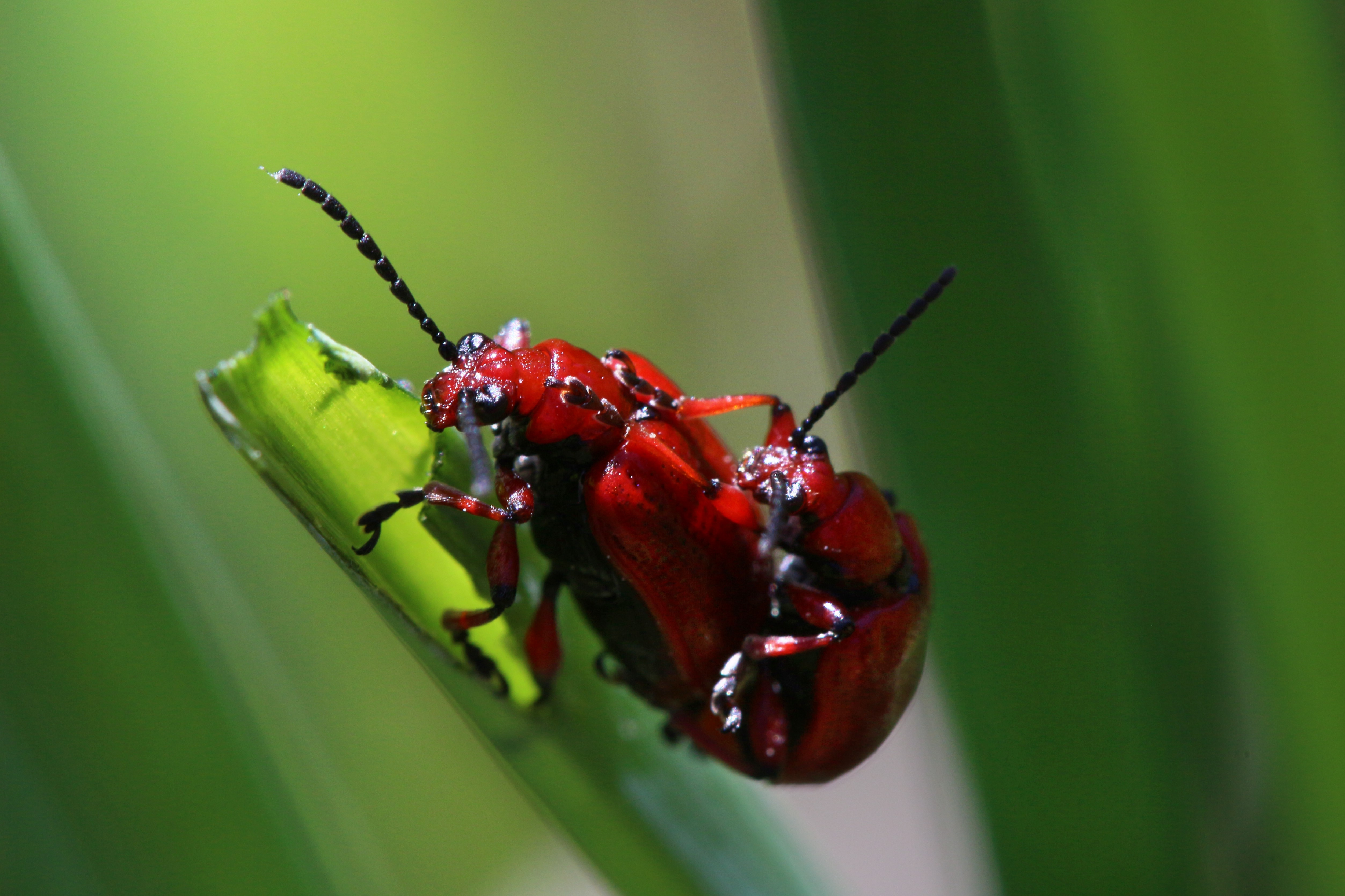
Kopulacja

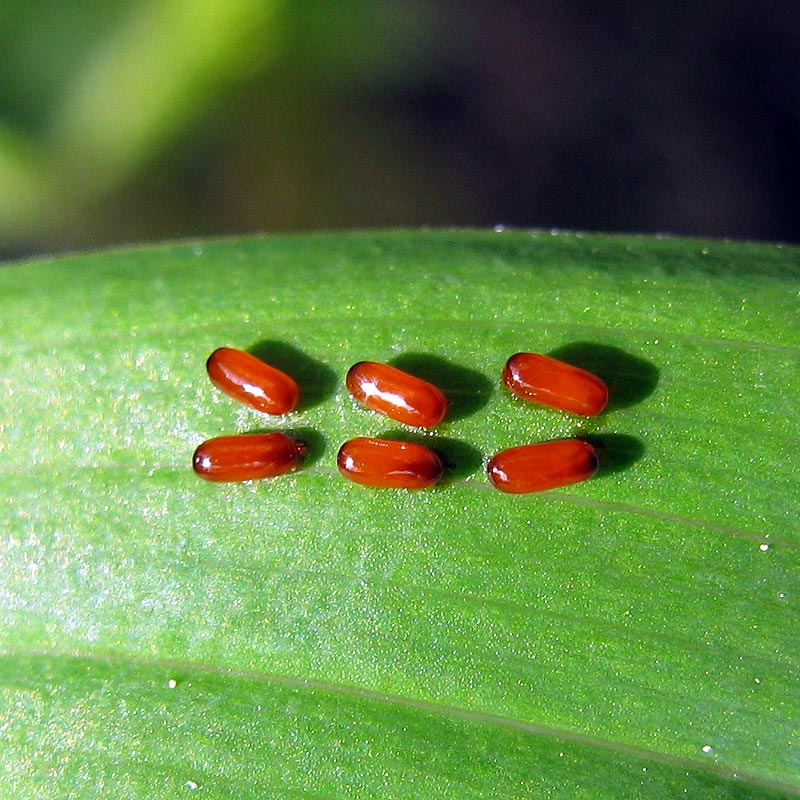
Jaja

Owad ten zasiedla lasy, ogrody i parki. Zarówno larwy, jak i osobniki dorosłe są fitofagami żerującymi na liliowatych, w tym konwalii majowej, konwalijce dwulistnej, kokoryczce wielokwiatowej, czosnku niedźwiedzim, cebuli zwyczajnej, lilii złotogłów i lilii białej.
Aktywne osobniki dorosłe pojawiają się w marcu, kwietniu lub maju i spotykane są do lipca, sierpnia, a pojedynczo nawet do września. Stosują ubarwienie ostrzegawcze, a ponadto zaniepokojone spadają na ziemię z podkurczonymi odnóżami i wydają skrzypliwe dźwięki odstraszające strydulując przy użyciu pokryw i odwłoka. Samice składają jaja zwykle od końca kwietnia lub maja, ale niekiedy zaczynają je składać później, w czerwcu czy lipcu, kończą natomiast najpóźniej we wrześniu. Najczęściej wybierają do tego celu spody liści roślin żywicielskich. Jaja składane są w grupkach od dwóch do jedenastu sztuk. W temperaturze 22°C rozwój zarodkowy trwa sześć lub siedem dni. Larwy osłonięte są otoczką ze śluzu i kału i mają jaśniejsze niż u poskrzyki liliowej ubarwienie. Pierwsze stadium zgryza wierzch liści, a pozostałe trzy zjadają całe liście i kwiaty. Przepoczwarczenie następuje w kokonie w komorze wykopanej w glebie. Owady dorosłe nowego pokolenia pojawiają się najwcześniej w lipcu, ale dojrzałość do rozrodu osiągają dopiero po przezimowaniu, które odbywa się w ściółce.
Do parazytoidów larw tej poskrzypki należą Tetrastichus setifer z rodziny wiechońkowatych oraz gąsienicznikowate Diaparsis jucunda, Lemophagus errabundus i Lemophagus pulcher – te dwa ostatnie bywają porażane przez nadparazytoida Mesochorus lilioceriphilus. Jaja poskrzypki cebulowej porażają natomiast przedstawiciele rodzaju Anaphes z rodziny rzęsikowatych.

## Rozprzestrzenienie
Gatunek palearktyczny. W Europie znany jest z Francji, Belgii, Holandii, Luksemburga Niemiec, Szwajcarii, Liechtensteinu, Austrii, Włoch, Danii, Szwecji, Norwegii, Finlandii, Estonii, Łotwy, Litwy, Polski, Czech, Słowacji, Węgier, Białorusi, Ukrainy, Mołdawii, Rumunii, Bułgarii, Słowenii, Chorwacji, Bośni i Hercegowiny, Serbii, Czarnogóry, Grecji oraz europejskiej części Rosji. W Azji podawany jest z syberyjskiej i dalekowschodniej części Rosji, anatolijskiej części Turcji, Kazachstanu, Mongolii, Chin, Nepalu, Korei Południowej, Japonii i Tajwanu. Bywał też zawlekany do Ameryki Północnej.